# Demòcope Miril·la
Demòcope Miril·la (en llatí Democopus Myrilla, en grec antic Δημόκοπος Μύριλλα) va ser un arquitecte grec que va construir el teatre de Siracusa cap a l'any 420 aC. Eustaci de Tessalònica explica que Arat de Soli, fent referència al teatre de Siracusa, diu que va ser construït per un arquitecte anomenat Demòcope, i que quan es va inaugurar, l'arquitecte va repartir perfums i ungüents (μύρον) entre els assistents, i el poble li va posar el sobrenom de Miril·la.